# Cantonul La Ferté-Alais
Cantonul La Ferté-Alais este un canton din arondismentul Étampes, departamentul Essonne, regiunea Île-de-France, Franța.

## Comune
| Comune                  | Populație (1999) | Cod poștal | Cod INSEE   |
| ----------------------- | ---------------- | ---------- | ----------- |
| Baulne                  | 1.316 hab.       | 91590      | 91 1 11 047 |
| Boissy-le-Cutté         | 1.324 hab.       | 91590      | 91 1 11 080 |
| Boutigny-sur-Essonne    | 3.103 hab.       | 91820      | 91 1 11 099 |
| Cerny                   | 3.294 hab.       | 91590      | 91 1 11 129 |
| D'Huison-Longueville    | 1.409 hab.       | 91590      | 91 1 11 198 |
| Guigneville-sur-Essonne | 926 hab.         | 91590      | 91 1 11 293 |
| Itteville               | 6.575 hab.       | 91760      | 91 1 11 315 |
| La Ferté-Alais          | 3.985 hab.       | 91590      | 91 1 11 232 |
| Mondeville              | 680 hab.         | 91590      | 91 1 11 412 |
| Orveau                  | 197 hab.         | 91590      | 91 1 11 473 |
| Vayres-sur-Essonne      | 893 hab.         | 91820      | 91 1 11 639 |
| Videlles                | 660 hab.         | 91890      | 91 1 11 654 |